# Kuno Klötzer
Kuno Klötzer (Geyer, 19 de abril de 1922 – Norderstedt, 6 de agosto de 2011) foi um futebolista e treinador de futebol alemão. Como treinador, o maior sucesso de Klötzer foi vencer a Taça dos Clubes Vencedores de Taças na temporada 1976–77 com o Hamburgo SV.